# Segunda División de España 1942-43
La temporada 1942–43 de la Segunda División de España de fútbol corresponde a la 12.ª edición del campeonato y se disputó entre el 27 de septiembre de 1942 y el 27 de junio de 1943.
El campeón de Segunda esa temporada fue el CD Sabadell CF.

## Sistema de competición
La Segunda División de España 1942/43 fue organizada por la Federación Española de Fútbol (FEF).
El campeonato contó con la participación de 24 clubes y se desarrolló en dos fases. En la primera fase se formaron tres grupos de ocho equipos, agrupándose por criterios de proximidad geográfica. Esta primera fase de disputó siguiendo un sistema de liga, de modo que los ocho equipos de cada grupo se enfrentaron entre sí, todos contra todos en dos ocasiones -una en campo propio y otra en campo contrario- sumando un total de 14 jornadas. El orden de los encuentros se decidió por sorteo antes de empezar la competición.
Se estableció una clasificación con arreglo a los puntos obtenidos en cada enfrentamiento, a razón de dos por partido ganado, uno por empatado y ninguno en caso de derrota. En caso de empate a puntos entre dos o más clubes en la clasificación, se tuvo en cuenta el mayor cociente de goles. 
Los dos primeros clasificados de cada grupo pasaron a la segunda fase, consistente en una liguilla, disputada también a doble partido. Se aplicaron los mismos criterios de puntuación que en la primera fase. Los dos primeros clasificados al término de las diez jornadas lograron el ascenso a Primera División para la próxima temporada, mientras que los otros dos siguientes clasificados jugaron una promoción a partido único en campo neutral frente a dos equipos de Primera División.
Con la vuelta de la Tercera División para la siguiente temporada el sistema de permanencia cambió, y la reducción de equipos en Segunda División obligó a aumentar el número de descensos. Los cuatro últimos clasificados de cada grupo jugaron una segunda fase de permanencia junto a los 18 campeones de Regional, donde se formaron seis grupos de cinco equipos cada uno, en los que tan solo los primeros clasificados pasaban a la fase definitiva mientras que el resto descendían (si eran equipos de Segunda División) o no lograban el ascenso (si eran equipos de Regional). La fase definitiva eran dos grupos de tres equipos cada uno en los que tan solo los primeros clasificados lograban la permanencia en Segunda División, el resto descendían o no lograban el ascenso.

## Clubes participantes
| Datos de ascensos y descensos con respecto a la temporada anterior |
| --- |
| Hércules de Alicante CF y Real Sociedad descienden de Primera División. Real Betis y Zaragoza FC ascienden a Primera División. Cartagena CF, Levante UD y Real Unión Club descienden a Regional. CD Alcoyano, Cultural Leonesa y CD Tarrasa ascienden a Segunda División. |

### Grupo I
| Equipo                             | Ciudad     | Estadio       |
| ---------------------------------- | ---------- | ------------- |
| Arenas Club                        | Guecho     | Ibaiondo      |
| Club Deportivo Baracaldo Oriamendi | Baracaldo  | Lasesarre     |
| Cultural y Deportiva Leonesa       | León       | La Corredera  |
| Club Ferrol                        | Ferrol     | Inferniño     |
| Real Gijón                         | Gijón      | El Molinón    |
| Unión Deportiva Salamanca          | Salamanca  | El Calvario   |
| Real Santander SD                  | Santander  | El Sardinero  |
| Real Valladolid Deportivo          | Valladolid | José Zorrilla |

### Grupo II
| Equipo                                     | Ciudad        | Estadio           |
| ------------------------------------------ | ------------- | ----------------- |
| Club Deportivo Alavés                      | Vitoria       | Mendizorroza      |
| Club Deportivo Constancia                  | Inca          | Camp d’Es Cos     |
| Agrupación Deportiva Ferroviaria           | Madrid        | Campo de Delicias |
| Gerona Club de Fútbol                      | Gerona        | Vista Alegre      |
| Club Atlético Osasuna                      | Pamplona      | San Juan          |
| Real Sociedad de Fútbol                    | San Sebastián | Atocha            |
| Centro de Deportes Sabadell Club de Fútbol | Sabadell      | Cruz Alta         |
| Club Deportivo Tarrasa                     | Tarrasa       | Pi i Margall      |

### Grupo III
| Equipo                              | Ciudad               | Estadio          |
| ----------------------------------- | -------------------- | ---------------- |
| Club Deportivo Alcoyano             | Alcoy                | El Collao        |
| Cádiz Club de Fútbol                | Cádiz                | La Mirandilla    |
| Sociedad Deportiva Ceuta            | Ceuta                | Campo de Deporte |
| Elche Club de Fútbol                | Elche                | Altabix          |
| Hércules de Alicante Club de Fútbol | Alicante             | La Viña          |
| Club Deportivo Málaga               | Málaga               | La Rosaleda      |
| Club Real Murcia                    | Murcia               | La Condomina     |
| Xerez Club                          | Jerez de la Frontera | Estadio Domecq   |

## Primera fase

### Grupo I

#### Clasificación
| Pos. | Equipo                    | Pts. | PJ | G | E | P | GF | GC | Dif. | Clasificación                     |
| ---- | ------------------------- | ---- | -- | - | - | - | -- | -- | ---- | --------------------------------- |
| 1    | Real Gijón                | 19   | 14 | 9 | 1 | 4 | 34 | 23 | +11  | Acceso a Fase final               |
| 2    | Real Valladolid           | 19   | 14 | 6 | 7 | 1 | 27 | 17 | +10  | Acceso a Fase final               |
| 3    | Cultural Leonesa          | 18   | 14 | 7 | 4 | 3 | 30 | 19 | +11  |                                   |
| 4    | Arenas Club               | 13   | 14 | 4 | 5 | 5 | 18 | 22 | −4   |                                   |
| 5    | C. D. Baracaldo Oriamendi | 13   | 14 | 4 | 5 | 5 | 29 | 30 | −1   | Acceso a Promoción de permanencia |
| 6    | Club Ferrol               | 11   | 14 | 4 | 3 | 7 | 28 | 33 | −5   | Acceso a Promoción de permanencia |
| 7    | Real Santander            | 11   | 14 | 3 | 5 | 6 | 29 | 35 | −6   | Acceso a Promoción de permanencia |
| 8    | U. D. Salamanca           | 8    | 14 | 3 | 2 | 9 | 20 | 36 | −16  | Acceso a Promoción de permanencia |

 Fuente: BDFutbol
Criterios de clasificación: Puntos · Diferencia de goles · Goles a favor · Play-off

#### Resultados
| Local \ Visitante         | ARE | BAR | CUL | FER | GIJ | RSA | SAL | VLD |
| ------------------------- | --- | --- | --- | --- | --- | --- | --- | --- |
| Arenas Club               | —   | 2–1 | 1–0 | 3–1 | 3–0 | 2–2 | 1–1 | 0–4 |
| C. D. Baracaldo Oriamendi | 0–0 | —   | 2–0 | 6–1 | 1–2 | 4–2 | 3–0 | 3–3 |
| Cultural Leonesa          | 1–1 | 4–1 | —   | 3–0 | 4–2 | 3–0 | 4–2 | 2–2 |
| Club Ferrol               | 2–1 | 2–2 | 1–2 | —   | 4–1 | 5–1 | 5–0 | 2–4 |
| Real Gijón                | 1–0 | 7–1 | 4–3 | 5–1 | —   | 1–0 | 3–0 | 2–0 |
| Real Santander            | 3–3 | 2–2 | 2–2 | 3–2 | 4–2 | —   | 5–0 | 2–2 |
| U. D. Salamanca           | 4–1 | 3–1 | 1–2 | 1–1 | 2–4 | 4–2 | —   | 1–2 |
| Real Valladolid           | 2–0 | 2–2 | 0–0 | 1–1 | 0–0 | 3–1 | 2–1 | —   |

### Grupo II

#### Clasificación
| Pos. | Equipo               | Pts. | PJ | G  | E | P  | GF | GC | Dif. | Clasificación                     |
| ---- | -------------------- | ---- | -- | -- | - | -- | -- | -- | ---- | --------------------------------- |
| 1    | Real Sociedad        | 23   | 14 | 11 | 1 | 2  | 46 | 16 | +30  | Acceso a Fase final               |
| 2    | C. D. Sabadell C. F. | 18   | 14 | 7  | 4 | 3  | 26 | 20 | +6   | Acceso a Fase final               |
| 3    | C. D. Constancia     | 18   | 14 | 8  | 2 | 4  | 24 | 11 | +13  |                                   |
| 4    | C. A. Osasuna        | 15   | 14 | 6  | 3 | 5  | 23 | 27 | −4   |                                   |
| 5    | C. D. Tarrasa        | 12   | 14 | 5  | 2 | 7  | 25 | 32 | −7   | Acceso a Promoción de permanencia |
| 6    | Gerona C. F.         | 11   | 14 | 4  | 3 | 7  | 22 | 24 | −2   | Acceso a Promoción de permanencia |
| 7    | A. D. Ferroviaria    | 10   | 14 | 3  | 4 | 7  | 19 | 31 | −12  | Acceso a Promoción de permanencia |
| 8    | C. D. Alavés         | 5    | 14 | 1  | 3 | 10 | 9  | 33 | −24  | Acceso a Promoción de permanencia |

 Fuente: BDFutbol
Criterios de clasificación: Puntos · Diferencia de goles · Goles a favor · Play-off

#### Resultados
| Local \ Visitante    | ALV | CON | FER | GER | OSA | RSO | SAB | TAR |
| -------------------- | --- | --- | --- | --- | --- | --- | --- | --- |
| C. D. Alavés         | —   | 2–2 | 1–1 | 2–2 | 1–2 | 0–2 | 1–0 | 0–2 |
| C. D. Constancia     | 6–0 | —   | 2–0 | 2–0 | 3–1 | 1–1 | 0–1 | 2–0 |
| A. D. Ferroviaria    | 2–1 | 1–2 | —   | 3–1 | 2–0 | 0–8 | 0–0 | 2–3 |
| Gerona C. F.         | 4–0 | 1–2 | 3–2 | —   | 0–0 | 1–2 | 3–3 | 4–0 |
| C. A. Osasuna        | 1–0 | 1–0 | 2–2 | 5–2 | —   | 3–2 | 1–3 | 3–2 |
| Real Sociedad        | 5–1 | 1–0 | 2–1 | 1–0 | 2–1 | —   | 8–2 | 7–1 |
| C. D. Sabadell C. F. | 1–0 | 1–0 | 2–2 | 2–0 | 5–0 | 3–1 | —   | 1–2 |
| C. D. Tarrasa        | 3–0 | 1–2 | 4–1 | 0–1 | 3–3 | 2–4 | 2–2 | —   |

### Grupo III

#### Clasificación
| Pos. | Equipo         | Pts. | PJ | G | E | P  | GF | GC | Dif. | Clasificación                     |
| ---- | -------------- | ---- | -- | - | - | -- | -- | -- | ---- | --------------------------------- |
| 1    | S. D. Ceuta    | 20   | 14 | 8 | 4 | 2  | 27 | 17 | +10  | Acceso a Fase final               |
| 2    | Xerez Club     | 17   | 14 | 7 | 3 | 4  | 23 | 22 | +1   | Acceso a Fase final               |
| 3    | Real Murcia    | 15   | 14 | 6 | 3 | 5  | 26 | 19 | +7   |                                   |
| 4    | Hércules C. F. | 15   | 14 | 6 | 3 | 5  | 20 | 18 | +2   |                                   |
| 5    | C. D. Málaga   | 14   | 14 | 7 | 0 | 7  | 26 | 23 | +3   | Acceso a Promoción de permanencia |
| 6    | Elche C. F.    | 12   | 14 | 5 | 2 | 7  | 16 | 26 | −10  | Acceso a Promoción de permanencia |
| 7    | Cádiz C. F.    | 11   | 14 | 4 | 3 | 7  | 19 | 25 | −6   | Acceso a Promoción de permanencia |
| 8    | C. D. Alcoyano | 8    | 14 | 4 | 0 | 10 | 21 | 28 | −7   | Acceso a Promoción de permanencia |

 Fuente: BDFutbol
Criterios de clasificación: Puntos · Diferencia de goles · Goles a favor · Play-off

#### Resultados
| Local \ Visitante | ALC | CAD | CEU | ELC | HER | MAL | MUR | XER |
| ----------------- | --- | --- | --- | --- | --- | --- | --- | --- |
| C. D. Alcoyano    | —   | 2–3 | 2–3 | 3–2 | 2–0 | 2–0 | 1–3 | 4–0 |
| Cádiz C. F.       | 1–0 | —   | 2–2 | 4–1 | 1–2 | 2–1 | 2–3 | 0–1 |
| S. D. Ceuta       | 3–1 | 2–1 | —   | 2–0 | 4–1 | 1–0 | 1–1 | 4–2 |
| Elche C. F.       | 1–0 | 1–1 | 3–1 | —   | 0–0 | 2–1 | 1–0 | 3–1 |
| Hércules C. F.    | 4–1 | 2–0 | 1–1 | 3–0 | —   | 2–0 | 3–0 | 1–1 |
| C. D. Málaga      | 3–2 | 2–1 | 0–1 | 2–1 | 4–1 | —   | 4–1 | 3–1 |
| Real Murcia       | 3–0 | 5–0 | 1–1 | 4–0 | 3–0 | 2–3 | —   | 0–0 |
| Xerez Club        | 2–1 | 1–1 | 2–1 | 4–1 | 1–0 | 4–3 | 3–0 | —   |

## Fase final

### Clasificación
| Pos. | Equipo                      | Pts. | PJ | G | E | P | GF | GC | Dif. |                               |
| ---- | --------------------------- | ---- | -- | - | - | - | -- | -- | ---- | ----------------------------- |
| 1    | C. D. Sabadell C. F. (C, A) | 13   | 10 | 6 | 1 | 3 | 20 | 11 | +9   | Ascenso a Primera División    |
| 2    | Real Sociedad (A)           | 12   | 10 | 5 | 2 | 3 | 24 | 14 | +10  | Ascenso a Primera División    |
| 3    | Real Valladolid             | 11   | 10 | 4 | 3 | 3 | 21 | 19 | +2   | Acceso a Promoción de Ascenso |
| 4    | Real Gijón                  | 10   | 10 | 4 | 2 | 4 | 17 | 23 | −6   | Acceso a Promoción de Ascenso |
| 5    | S. D. Ceuta                 | 8    | 10 | 2 | 4 | 4 | 10 | 15 | −5   |                               |
| 6    | Xerez Club                  | 6    | 10 | 2 | 2 | 6 | 11 | 21 | −10  |                               |

 Fuente: BDFutbol
Criterios de clasificación: Puntos · Diferencia de goles · Goles a favor · Play-off

### Resultados
| Local \ Visitante    | CEU | GIJ | RSO | SAB | VLD | XER |
| -------------------- | --- | --- | --- | --- | --- | --- |
| S. D. Ceuta          | —   | 1–1 | 1–0 | 1–1 | 1–2 | 4–1 |
| Real Gijón           | 1–0 | —   | 2–1 | 3–2 | 3–3 | 2–1 |
| Real Sociedad        | 6–2 | 6–2 | —   | 2–0 | 4–4 | 1–1 |
| C. D. Sabadell C. F. | 3–0 | 5–2 | 1–0 | —   | 2–1 | 4–0 |
| Real Valladolid      | 0–0 | 2–1 | 1–3 | 1–0 | —   | 5–0 |
| Xerez Club           | 0–0 | 2–0 | 0–1 | 1–2 | 5–2 | —   |

## Promoción de ascenso a Primera División
La promoción se jugó a partido único en Madrid y Barcelona, con los siguientes resultados:
| 18 de abril de 1943 | RCD Español | 2:1     | Real Gijón | Estadio Metropolitano de Madrid, Madrid |  |
|                     |             | Reporte |            |                                         |  |

| 18 de abril de 1943 | Granada CF | 2:0     | Real Valladolid | Camp de Les Corts, Barcelona |  |
|                     |            | Reporte |                 |                              |  |

- Se mantienen en Primera División: Granada CF y RCD Español.
- Permanecen en Segunda División: Real Valladolid y Real Gijón.

## Promoción de permanencia

### Fase Previa

#### Grupo I
En este grupo quedaron encuadrados Club Ferrol y UD Salamanca, que se enfrentaron a los equipos de Regional CP La Felguera, SG Lucense y CD FN Palencia. El primer clasificado pasaba a la Fase Final y el resto quedaba eliminado o descendía según el caso.

##### Clasificación
| Pos. | Equipo                          | Pts. | PJ | G | E | P | GF | GC | Dif. |                                    |
| ---- | ------------------------------- | ---- | -- | - | - | - | -- | -- | ---- | ---------------------------------- |
| 1    | U. D. Salamanca                 | 12   | 8  | 6 | 0 | 2 | 19 | 9  | +10  | Acceso a Fase final de permanencia |
| 2    | Club Ferrol (D)                 | 10   | 8  | 5 | 0 | 3 | 18 | 9  | +9   | Descenso a Tercera División        |
| 3    | C. P. La Felguera               | 7    | 8  | 3 | 1 | 4 | 10 | 12 | −2   |                                    |
| 4    | C. D. Fábrica Nacional Palencia | 7    | 8  | 3 | 1 | 4 | 10 | 13 | −3   |                                    |
| 5    | S. G. Lucense                   | 4    | 8  | 2 | 0 | 6 | 12 | 26 | −14  |                                    |

 Fuente: Fútbol Regional
Criterios de clasificación: Puntos · Diferencia de goles · Goles a favor · Play-off

##### Resultados
| Local \ Visitante               | FNP | FER | FEL | LUC | SAL |
| ------------------------------- | --- | --- | --- | --- | --- |
| C. D. Fábrica Nacional Palencia | —   | 2–1 | 0–0 | 6–2 | 2–1 |
| Club Ferrol                     | 4–0 | —   | 4–0 | 5–2 | 2–1 |
| C. P. La Felguera               | 1–0 | 3–0 | —   | 4–1 | 0–1 |
| S. G. Lucense                   | 1–0 | 0–2 | 2–1 | —   | 1–3 |
| U. D. Salamanca                 | 3–0 | 1–0 | 4–1 | 5–3 | —   |

#### Grupo II
En este grupo quedaron encuadrados CD Baracaldo Oriamendi y Real Santander SD, que se enfrentaron a los equipos de Regional Gimnástica Burgalesa, CD Logroñés y Club Sestao. El primer clasificado pasaba a la Fase Final y el resto quedaba eliminado o descendía según el caso.

##### Clasificación
| Pos. | Equipo                    | Pts. | PJ | G | E | P | GF | GC | Dif. |                                    |
| ---- | ------------------------- | ---- | -- | - | - | - | -- | -- | ---- | ---------------------------------- |
| 1    | C. D. Baracaldo Oriamendi | 12   | 8  | 6 | 0 | 2 | 20 | 9  | +11  | Acceso a Fase final de permanencia |
| 2    | Real Santander (D)        | 10   | 8  | 5 | 0 | 3 | 19 | 16 | +3   | Descenso a Tercera División        |
| 3    | Gimnástica Burgalesa      | 7    | 8  | 3 | 1 | 4 | 17 | 16 | +1   |                                    |
| 4    | C. D. Logroñés            | 6    | 8  | 3 | 0 | 5 | 11 | 17 | −6   |                                    |
| 5    | Club Sestao               | 5    | 8  | 2 | 1 | 5 | 12 | 21 | −9   |                                    |

 Fuente: Fútbol Regional
Criterios de clasificación: Puntos · Diferencia de goles · Goles a favor · Play-off

##### Resultados
| Local \ Visitante         | BAR | GBR | LOG | RSA | SES |
| ------------------------- | --- | --- | --- | --- | --- |
| C. D. Baracaldo Oriamendi | —   | 2–1 | 4–0 | 5–1 | 4–2 |
| Gimnástica Burgalesa      | 1–2 | —   | 3–2 | 4–3 | 4–0 |
| C. D. Logroñés            | 1–2 | 2–0 | —   | 1–0 | 3–0 |
| Real Santander            | 2–1 | 3–2 | 3–1 | —   | 3–1 |
| Club Sestao               | 1–0 | 2–2 | 5–1 | 1–4 | —   |

#### Grupo III
En este grupo quedaron encuadrados CD Alavés y CD Tarrasa, que se enfrentaron a los equipos de Regional RSD Alcalá, Arenas SD y CD Tudelano. El primer clasificado pasaba a la Fase Final y el resto quedaba eliminado o descendía según el caso.

##### Clasificación
| Pos. | Equipo            | Pts. | PJ | G | E | P | GF | GC | Dif. |                                    |
| ---- | ----------------- | ---- | -- | - | - | - | -- | -- | ---- | ---------------------------------- |
| 1    | C. D. Alavés      | 12   | 8  | 6 | 0 | 2 | 18 | 9  | +9   | Acceso a Fase final de permanencia |
| 2    | Arenas S. D.      | 11   | 8  | 5 | 1 | 2 | 19 | 14 | +5   |                                    |
| 3    | C. D. Tarrasa (D) | 8    | 8  | 3 | 2 | 3 | 24 | 11 | +13  | Descenso a Tercera División        |
| 4    | R. S. D. Alcalá   | 6    | 8  | 3 | 0 | 5 | 12 | 28 | −16  |                                    |
| 5    | C. D. Tudelano    | 3    | 8  | 1 | 1 | 6 | 11 | 22 | −11  |                                    |

 Fuente: Fútbol Regional
Criterios de clasificación: Puntos · Diferencia de goles · Goles a favor · Play-off

##### Resultados
| Local \ Visitante | ALC  | ALV | ARE | TAR | TUD |
| ----------------- | ---- | --- | --- | --- | --- |
| R. S. D. Alcalá   | —    | 1–4 | 3–1 | 1–0 | 2–1 |
| C. D. Alavés      | 4–2  | —   | 5–0 | 1–0 | 1–0 |
| Arenas S. D.      | 3–0  | 2–0 | —   | 5–2 | 5–3 |
| C. D. Tarrasa     | 10–1 | 3–1 | 1–1 | —   | 7–0 |
| C. D. Tudelano    | 5–2  | 1–2 | 0–2 | 1–1 | —   |

#### Grupo IV
En este grupo quedaron encuadrados CD Alcoyano y Gerona CF, que se enfrentaron a los equipos de Regional Gimnástico de Tarragona, CD Granollers y CD Mallorca. El primer clasificado pasaba a la Fase Final y el resto quedaba eliminado o descendía según el caso.

##### Clasificación
| Pos. | Equipo                  | Pts. | PJ | G | E | P | GF | GC | Dif. |                                    |
| ---- | ----------------------- | ---- | -- | - | - | - | -- | -- | ---- | ---------------------------------- |
| 1    | C. D. Alcoyano          | 12   | 8  | 6 | 0 | 2 | 19 | 14 | +5   | Acceso a Fase final de permanencia |
| 2    | C. D. Granollers        | 9    | 8  | 4 | 1 | 3 | 16 | 17 | −1   |                                    |
| 3    | C. D. Mallorca          | 8    | 8  | 3 | 2 | 3 | 15 | 11 | +4   |                                    |
| 4    | Gimnástico de Tarragona | 8    | 8  | 3 | 2 | 3 | 18 | 19 | −1   |                                    |
| 5    | Gerona C. F. (D)        | 3    | 8  | 0 | 3 | 5 | 9  | 16 | −7   | Descenso a Tercera División        |

 Fuente: Fútbol Regional
Criterios de clasificación: Puntos · Diferencia de goles · Goles a favor · Play-off

##### Resultados
| Local \ Visitante       | ALC | GER | GIM | GRA | MLL |
| ----------------------- | --- | --- | --- | --- | --- |
| C. D. Alcoyano          | —   | 1–0 | 4–0 | 3–1 | 2–1 |
| Gerona C. F.            | 1–3 | —   | 1–2 | 1–1 | 2–2 |
| Gimnástico de Tarragona | 6–2 | 2–2 | —   | 7–2 | 1–1 |
| C. D. Granollers        | 2–3 | 3–1 | 3–0 | —   | 1–0 |
| C. D. Mallorca          | 3–1 | 2–1 | 4–0 | 2–3 | —   |

#### Grupo V
En este grupo quedaron encuadrados Elche CF y AD Ferroviaria, que se enfrentaron a los equipos de Regional CD Córdoba, CD Eldense y Levante UD. El primer clasificado pasaba a la Fase Final y el resto quedaba eliminado o descendía según el caso.

##### Clasificación
| Pos. | Equipo                | Pts. | PJ | G | E | P | GF | GC | Dif. |                                    |
| ---- | --------------------- | ---- | -- | - | - | - | -- | -- | ---- | ---------------------------------- |
| 1    | Levante U. D.         | 12   | 8  | 6 | 0 | 2 | 23 | 9  | +14  | Acceso a Fase final de permanencia |
| 2    | C. D. Córdoba         | 11   | 8  | 4 | 3 | 1 | 13 | 10 | +3   |                                    |
| 3    | Elche C. F. (D)       | 10   | 8  | 4 | 2 | 2 | 16 | 14 | +2   | Descenso a Tercera División        |
| 4    | A. D. Ferroviaria (D) | 4    | 8  | 1 | 2 | 5 | 12 | 24 | −12  | Descenso a Tercera División        |
| 5    | C. D. Eldense         | 3    | 8  | 1 | 1 | 6 | 12 | 19 | −7   |                                    |

 Fuente: Fútbol Regional
Criterios de clasificación: Puntos · Diferencia de goles · Goles a favor · Play-off

##### Resultados
| Local \ Visitante | COR | ELC | ELD | FER | LEV |
| ----------------- | --- | --- | --- | --- | --- |
| C. D. Córdoba     | —   | 1–0 | 1–1 | 2–0 | 3–1 |
| Elche C. F.       | 0–0 | —   | 3–1 | 4–4 | 2–1 |
| C. D. Eldense     | 2–3 | 2–3 | —   | 4–2 | 0–1 |
| A. D. Ferroviaria | 2–2 | 1–4 | 2–0 | —   | 1–3 |
| Levante U. D.     | 4–1 | 4–0 | 4–2 | 5–0 | —   |

#### Grupo VI
En este grupo quedaron encuadrados Cádiz CF y CD Málaga, que se enfrentaron a los equipos de Regional Atlético Tetuán, CD Badajoz y Recreativo Ónuba. El primer clasificado pasaba a la Fase Final y el resto quedaba eliminado o descendía según el caso.

##### Clasificación
| Pos. | Equipo                 | Pts. | PJ | G | E | P | GF | GC | Dif. |                                    |
| ---- | ---------------------- | ---- | -- | - | - | - | -- | -- | ---- | ---------------------------------- |
| 1    | C. D. Málaga           | 10   | 8  | 4 | 2 | 2 | 15 | 8  | +7   | Acceso a Fase final de permanencia |
| 2    | Atlético de Tetuán     | 10   | 8  | 5 | 0 | 3 | 10 | 11 | −1   |                                    |
| 3    | Cádiz C. F. (D)        | 8    | 8  | 3 | 2 | 3 | 17 | 13 | +4   | Descenso a Tercera División        |
| 4    | R. C. Recreativo Ónuba | 7    | 8  | 3 | 1 | 4 | 12 | 16 | −4   |                                    |
| 5    | C. D. Badajoz          | 5    | 8  | 1 | 3 | 4 | 9  | 15 | −6   |                                    |

 Fuente: Fútbol Regional
Criterios de clasificación: Puntos · Diferencia de goles · Goles a favor · Play-off

##### Resultados
| Local \ Visitante  | ATT | BAD | CAD | MAL | REC |
| ------------------ | --- | --- | --- | --- | --- |
| Atlético de Tetuán | —   | 1–0 | 3–1 | 1–0 | 1–0 |
| C. D. Badajoz      | 0–1 | —   | 1–1 | 2–2 | 1–3 |
| Cádiz C. F.        | 3–1 | 5–1 | —   | 0–3 | 5–1 |
| C. D. Málaga       | 3–0 | 0–2 | 2–2 | —   | 3–0 |
| Recreativo Ónuba   | 4–2 | 2–2 | 1–0 | 1–2 | —   |

### Fase Final

#### Grupo I

##### Clasificación
| Pos. | Equipo                    | Pts. | PJ | G | E | P | GF | GC | Dif. |                             |
| ---- | ------------------------- | ---- | -- | - | - | - | -- | -- | ---- | --------------------------- |
| 1    | C. D. Baracaldo Oriamendi | 7    | 4  | 3 | 1 | 0 | 14 | 3  | +11  |                             |
| 2    | C. D. Alavés (D)          | 3    | 4  | 1 | 1 | 2 | 3  | 8  | −5   | Descenso a Tercera División |
| 3    | U. D. Salamanca (D)       | 2    | 4  | 1 | 0 | 3 | 4  | 10 | −6   | Descenso a Tercera División |

 Fuente: Fútbol Regional
Criterios de clasificación: Puntos · Diferencia de goles · Goles a favor · Play-off

##### Resultados
| Local \ Visitante         | ALV | BAR | SAL |
| ------------------------- | --- | --- | --- |
| C. D. Alavés              | —   | 2–2 | 1–0 |
| C. D. Baracaldo Oriamendi | 3–0 | —   | 7–1 |
| U. D. Salamanca           | 3–0 | 0–2 | —   |

#### Grupo II

##### Clasificación
| Pos. | Equipo           | Pts. | PJ | G | E | P | GF | GC | Dif. |                             |
| ---- | ---------------- | ---- | -- | - | - | - | -- | -- | ---- | --------------------------- |
| 1    | C. D. Alcoyano   | 7    | 4  | 3 | 1 | 0 | 13 | 3  | +10  |                             |
| 2    | C. D. Málaga (D) | 3    | 4  | 1 | 1 | 2 | 7  | 8  | −1   | Descenso a Tercera División |
| 3    | Levante U. D.    | 2    | 4  | 0 | 2 | 2 | 5  | 14 | −9   |                             |

 Fuente: Fútbol Regional
Criterios de clasificación: Puntos · Diferencia de goles · Goles a favor · Play-off

##### Resultados
| Local \ Visitante | ALC | LEV | MAL |
| ----------------- | --- | --- | --- |
| C. D. Alcoyano    | —   | 6–0 | 3–0 |
| Levante U. D.     | 2–2 | —   | 3–3 |
| C. D. Málaga      | 1–2 | 3–0 | —   |

## Resumen
Campeón de Segunda División:
| - Centro de Deportes Sabadell Club de Fútbol |

Ascienden a Primera División:
| - Centro de Deportes Sabadell Club de Fútbol | - Real Sociedad de Fútbol |

Descienden a Regional: 
| - Club Deportivo Alavés - Cádiz Club de Fútbol | - Elche Club de Fútbol - Club Ferrol | - Agrupación Deportiva Ferroviaria - Gerona Club de Fútbol | - Club Deportivo Málaga - Unión Deportiva Salamanca | - Real Santander Sociedad Deportiva - Club Deportivo Tarrasa |